# Klášter kapucínů (Liberec)
Klášter kapucínů v Liberci je někdejší hospic při kostele svaté Máří Magdaleny na úpatí Keilova vrchu. Nachází se v Jungmannově ulici č. 333 ve třetí liberecké části, zvané Jeřáb. Byl nejmladším kapucínským klášterem na českém území. Areál kapucínského konventu, sestávající z kostela sv. Máří Magdalény,obytné rezidence, kryté chodby, schodiště s balustrádou a ohradní zdi s bránou je zapsán na Ústředním  seznamu kulturních památek České republiky pod číslem 41331/5-4154.

## Historie

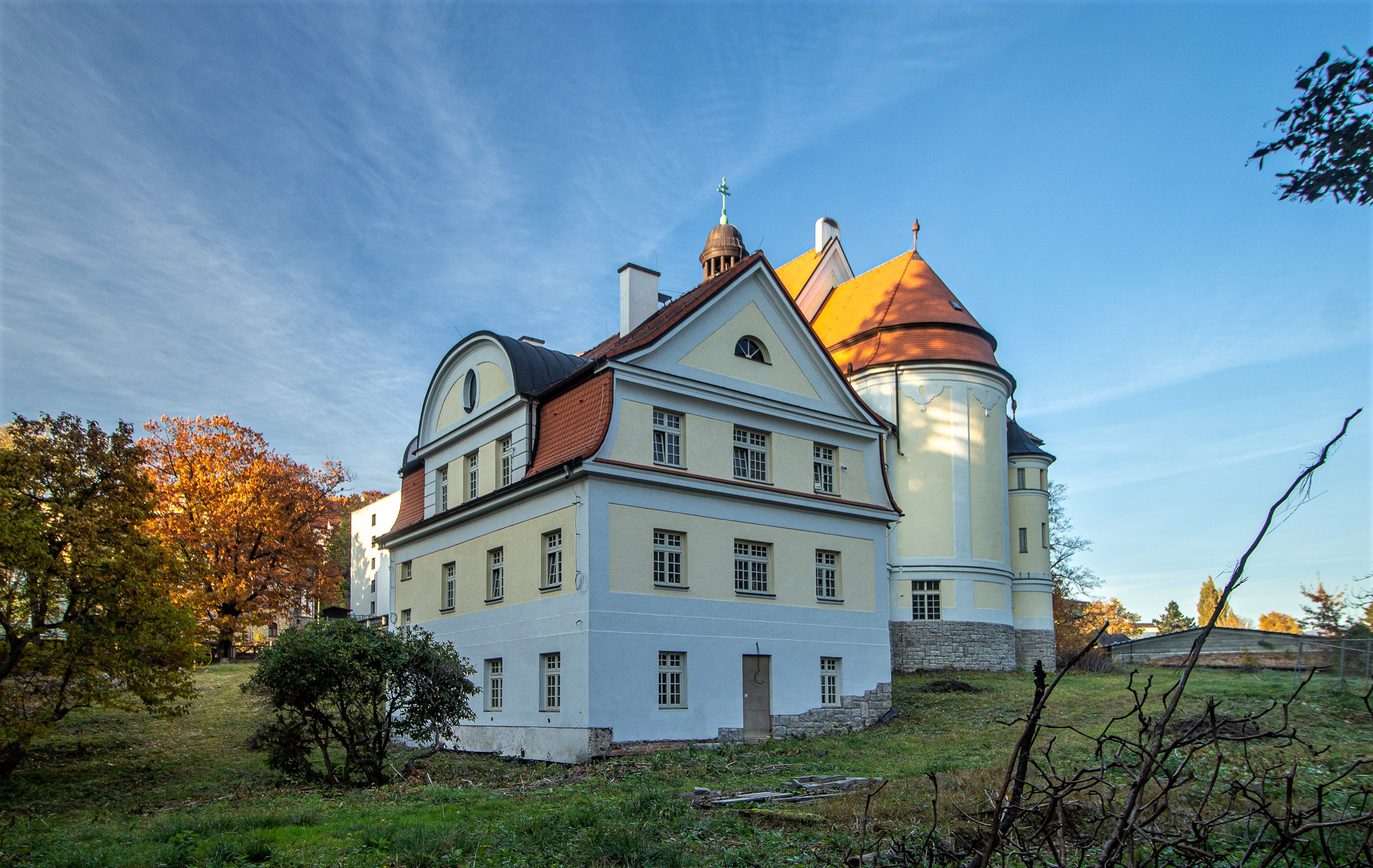
Budova bývalého kapucínského kláštera

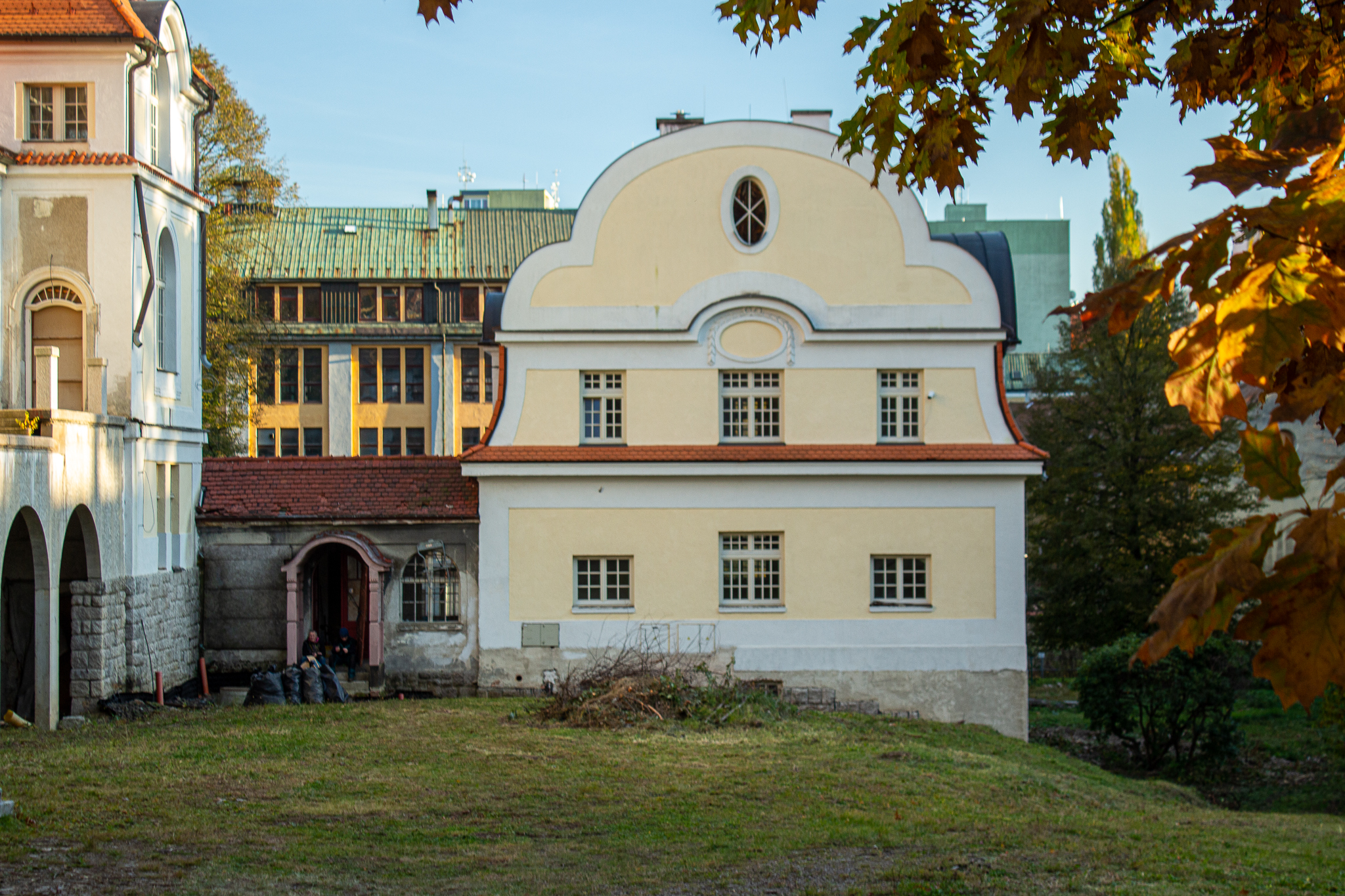
Budova kláštera vedle kostela

Iniciátorkou založení kláštera byla představitelka liberecké průmyslnické rodiny v textilnictví, Marie Paulina baronka von Liebieg. Plánování výstavby nového kostela v nově vzniklé městské čtvrti Jeřáb započalo v roce 1908 a již v té době se počítalo s duchovní správou kostela řádem kapucínů z Tyrolska. Kostel byl postaven v místech, kde od roku 1735 stávala kaple Zvěstování Panny Marie. Nový kostel byl vysvěcen 11. června 1911.
S budovou někdejšího hospicu je kostel propojen. Zahrada obklopující konvent zčásti sloužila jako městský park.
Samotný klášter vznikl dodatečně, jako menší přístavba v zahradě na jižní straně již stojícího kostela svaté Máří Magdalény. Budova konventu postaveného v totožném novobarokním slohu s prvky secese jako kostel, byla s chrámem spojena krytou chodbou. Autory projektu byli architekti Max Kühn a Heinrich Fanta, ve spolupráci se stavitelem Albertem Hübnerem. 
Po převzetí moci komunisty byl klášter zrušen. Prostory kostela byly později přeměněny na sklad národního podniku Kniha. V klášteře byla také mateřská škola, či depozitář.

## Současnost
Dnes klášter ani kostel neslouží svému původnímu účelu. Do roku 2011 budovy chátraly, poté proběhla rekonstrukce staveb, avšak objekt zůstal i nadále opuštěný a pozemky jsou silně zarostlé náletovou vegetací.